# Ko Chun-hsiung
Pour les articles homonymes, voir Hsiung.
Ko Chun-hsiung (柯俊雄, 15 janvier 1945 - 6 décembre 2015) est un acteur, réalisateur et politicien taïwanais,,, étant apparu dans plus de 200 films.
Durant sa carrière ayant débuté dans les années 1960, il a reçu deux Golden Horse Awards, deux Asia-Pacific Film Festival Awards du meilleur acteur, et un Prix du meilleur acteur du Festival de Panama. En 2005, l'association cinématographique chinoise le classe dans la liste des 100 artistes exceptionnels du cinéma chinois (1905-2004).

## Biographie
Né à Kaohsiung durant la domination japonaise, il est scolarisé à l'école Gaoxiong n°2 et est diplômé de l'université nationale des arts de Taiwan (en). Il étudie également à l'université de Tokyo et au Saint John's College de Hong Kong.

### Carrière d'acteur
Ko commence sa carrière en apparaissant dans de petits rôles avant 1965. Il joue dans The Silent Wife (en) la même année. En 1967, il joue aux côtés de Feng Ze dans Lonely Seventeen de Bai Ching-zue, pour lequel il remporte son premier prix du meilleur acteur à l'Asia-Pacific Film Festival. En 1974, il joue le personnage de Zhang Zizhong dans le film historique The Everlasting Glory, pour lequel il remporte son deuxième prix du meilleur acteur à l'Asia-Pacific Film Festival. En 1975, il apparaît dans le film historique L'Attaque dura 5 jours de Ting Shan-hsi (en), jouant le rôle de Xie Jinyuan.
Ko remporte le prix du meilleur acteur aux Golden Horse Awards en 1979 pour sa prestation dans A Teacher of Great Soldiers,.
En 1981, Ko réalise et joue dans My Grandfather, qui lui vaut un prix du meilleur acteur au Festival international de Panama. En 1989, il joue Duan Yihu aux côtés de Jackie Chan qui joue Guo Zhenhua, dans la comédie romantique Big Brother, qui est très appréciée du public. En 1999, il réalise Cao Cao et reçoit le prix du meilleur acteur à la 36e cérémonie des Golden Horse Awards. En 2012, il participe à la série télévisée Feng Shui Family (en).

### Carrière politique
Ko commence à s'impliquer en politique en 1990. En 1996, il est candidat malheureux au conseil législatif provisoire (en) à Hong Kong.
Du 1er février 2005 au 31 janvier 2008, il siège au Yuan législatif.
En 2007, il rejoint le Parti des agriculteurs de Taïwan (en) mais n'est pas réélu lors des élections législatives taïwanaises de 2008.
Il meurt le 6 décembre 2015 à l'hôpital général des trois services (en) de Taipei, un an après avoir été diagnostiqué d'un cancer du poumon.

## Vie privée
Il s'est marié deux fois. D'abord en 1970 avec l'actrice Chang Mei-yao (en) avec qui il a deux enfants, Ko Yishan et Ko Pinyin, ils divorcent en 2004 car Ko fréquente alors Tsai Qinghua qu'il épouse l'année suivante. Il a deux autres enfants de ce nouveau mariage, Ko Jianyu et Ko Zier. Chang, la première femme de Ko, meurt en 2012.

## Filmographie

### Cinéma
| Année     | Titre                                | Titre chinois    | Rôle                    |
| --------- | ------------------------------------ | ---------------- | ----------------------- |
| 1963      |                                      | 義犬救主         |                         |
| 1963      | 流浪賣花姑娘                         |                  |                         |
| 1964      |                                      | 天字第一號       |                         |
| 1965      |                                      | 一江春水向東流   |                         |
| 1965      | The Silent Wife                      | 啞女情深         |                         |
| 1966      |                                      | 橋               |                         |
| 1966      | 貞節牌坊                             |                  |                         |
| 1967      |                                      | 壯志淩雲         |                         |
| 1967      | 第六個夢                             |                  |                         |
| 1967      | 春歸何處                             |                  |                         |
| 1967      | 梨山春曉                             |                  |                         |
| 1967      | Lonely Seventeen                     | 寂寞的十七歲     | Feng Ze                 |
| 1967      | I Hate You Deeply                    | 恨你入骨         |                         |
| 1968      | Fallen Petals                        | 落花時節         |                         |
| 1969      | Storm over the Yang-tse River        | 揚子江風雲       |                         |
| 1970      | Bye, My Lover                        | 再見阿郎         |                         |
| 1970      | Home Sweet Home                      | 家在台北         |                         |
| 1970      | I Want You                           | 我要你           |                         |
| 1971      |                                      | 愛你一萬倍       |                         |
| 1971      | Life and Mother                      | 母與女           |                         |
| 1971      | 說謊的丈夫                           |                  |                         |
| 1971      | Happiness and Joy                    | 歡天喜地         |                         |
| 1971      | 真假太太                             |                  |                         |
| 1971      | Five Plus Five                       | 五對佳偶         |                         |
| 1971      | Splendid Love Affairs                | 難忘負心人       |                         |
| 1972      |                                      | 東南西北風       |                         |
| 1972      | Pei Shih                             | 佩詩             |                         |
| 1972      | Love is Smoke                        | 輕煙             |                         |
| 1972      | The Perfect Match                    | 門當戶對         |                         |
| 1972      | Crimes Are To Be Paid                | 五虎摧花         |                         |
| 1973      |                                      | 天使之吻         |                         |
| 1973      | 大三元                               |                  |                         |
| 1973      | My Father, my husband and my son     | 我父、我夫、我子 |                         |
| 1973      | 大阿哥                               |                  |                         |
| 1973      | 心蘭的故事                           |                  |                         |
| 1973      | The Devils Treasure                  | 黑夜怪客         |                         |
| 1973      | Haze in the Sunset                   | 煙雨斜陽         |                         |
| 1973      | The Jilte                            | 負心的人續集     |                         |
| 1974      |                                      | 彩雲片片         |                         |
| 1974      | The Everlasting Glory                | 英烈千秋         |                         |
| 1974      | Spring Comes Not Again               | 不再有春天       |                         |
| 1974      | The Looks of Hong Kong               | 香港屋簷下       |                         |
| 1975      | The Bedeviled                        | 心魔             |                         |
| 1975      | Devil Crows                          | 邪魔             |                         |
| 1975      | Victory                              | 梅花             |                         |
| 1976      | Painted Waves of Love                | 浪花             |                         |
| 1976      | The Star                             | 星語             |                         |
| 1976      | 台北66                               |                  |                         |
| 1976      | Rhythm of the Wave                   | 海韻             |                         |
| 1976      | The Trap                             | 陷阱             |                         |
| 1976      | L'Attaque dura cinq jours            | 八百壯士         |                         |
| 1977      |                                      | 愛有明天         |                         |
| 1977      | 綠色山莊                             |                  |                         |
| 1977      | 秋詩篇篇                             |                  |                         |
| 1977      | 人在天涯                             |                  |                         |
| 1977      | 風雨朝陽                             |                  |                         |
| 1978      | A Teacher of Great Soldiers          | 黃埔軍魂         |                         |
| 1979      | Gone With Honor                      | 香火             |                         |
| 1979      | The Brave Ones                       | 強渡關山         |                         |
| 1979      | Qi Jiguang                           | 戚繼光           |                         |
| 1979      | Qiu Lian                             | 秋蓮             |                         |
| 1980      | The Coldest Winter in Peking         | 皇天後土         |                         |
| 1980      | Mission over the Eagle Castle        | 血濺冷鷹堡       |                         |
| 1981      | The Frogman                          | 大地勇士         |                         |
| 1981      | The Battle for the Republic of China | 辛亥雙十         |                         |
| 1981      | 上海大亨                             |                  |                         |
| 1981      | 大爺                                 |                  |                         |
| 1981      | 黑色大亨                             |                  |                         |
| 1981      | The Professional Killer              | 職業兇手         |                         |
| 1981      | Offend the Law of God                | 怒犯天條         |                         |
| 1982      |                                      | 黑色婚禮         |                         |
| 1982      | Steamrolling                         | 人肉戰車         |                         |
| 1982      | Days In the Army                     | 動員令           |                         |
| 1982      | 血濺歸鄉路                           |                  |                         |
| 1982      | The Head Hunter                      | 獵頭             |                         |
| 1982      | 慧眼識英雄                           |                  |                         |
| 1982      | Attack Force Z                       | Z字特工隊        |                         |
| 1982      | My Grandfather                       | 我的爺爺         |                         |
| 1982      | 1983                                 | 甲子玄機         |                         |
|           | 1983                                 | 破網補情天       |                         |
|           | 1983                                 | 亡命黑名單       |                         |
| My Mother | 1983                                 | 我的媽媽         |                         |
|           | 1983                                 | 風水二十年       |                         |
| 1984      |                                      | 不歸路           |                         |
| 1984      | 圣戰千秋                             |                  |                         |
| 1984      | 天天天亮                             |                  |                         |
| 1985      |                                      | 孤戀花           |                         |
| 1986      |                                      | 愛是做鬼也愛     |                         |
| 1986      | From Here to Prosperity              | 奪寶計上計       |                         |
| 1986      | I am a Chinese                       | 我是中國人       |                         |
| 1986      | The Heroic Pioneers                  | 唐山過台灣       |                         |
| 1986      | The Kinmen Bombs                     | 金門炮戰         |                         |
| 1987      |                                      | 起床號           |                         |
| 1987      | 魔鬼戰士                             |                  |                         |
| 1987      | 旗正飄飄                             |                  |                         |
| 1987      | Tragic Hero                          | 英雄好漢         |                         |
| 1987      | Somewhere My Love                    | 不歸路           |                         |
| 1987      | Brotherhood                          | 義本無言         |                         |
| 1987      | Rich and Famous                      | 江湖情           |                         |
| 1987      | The Kinmen Bombs                     | 八二三炮戰       |                         |
| 1987      | Yes, Sir                             | 報告班長         |                         |
| 1987      | Strawman                             | 稻草人           |                         |
| 1987      | Zegen, le seigneur des bordels       | 女衒             | Wang, le pirate chinois |
| 1988      |                                      | 殺出銅鑼灣       |                         |
| 1988      | 笑聲淚影大陸行                       |                  |                         |
| 1988      | Yes, Sir 2                           | 報告班長2        |                         |
| 1988      | The Story of Haybo                   | 喜寶             |                         |
| 1988      | The Dragon Family                    | 龍之家族         |                         |
| 1989      | Fight to Survive                     | 我在江湖         |                         |
| 1989      | Big Brother                          | 奇跡             | Duan Yihu               |
| 1989      | Burning Ambition                     | 龍之爭霸         |                         |
| 1990      | Triad Story                          | 江湖最後一個大佬 |                         |
| 1990      | A Home Too Far                       | 異域             |                         |
| 1991      | Island of Fire                       | 火燒島           | Le chef de prison       |
| 1991      | Retreat of the Godfather             | 大哥讓位         |                         |
| 1992      | Requital                             | 五湖四海         |                         |
| 1993      | End of The Road                      | 異域之末路英雄   |                         |
| 1994      | Amassing Stories                     | 野店             |                         |
| 1995      | Remember M Remember E                | 哪有一天不想你   |                         |
| 1998      | Cao Cao                              | 一代梟雄曹操     |                         |
| 1998      | 闖將                                 |                  |                         |
| 1998      | Unexpected Challenges                | 靈與慾           |                         |
| 2001      | The Last Salute                      | 報告總司令       |                         |

### Télévision
| Année | Titre                       | Titre chinois  | Rôle                 |
| ----- | --------------------------- | -------------- | -------------------- |
| 1983  | Days in Xiang River         | 香江歲月       |                      |
| 1998  |                             | 舉頭三尺有神明 |                      |
| 2003  | Crystal Boys                | 孽子           | Un père Qing         |
| 2004  | My Boyfriend Is A Superstar | 我的明星男友   | Guan Zixiong         |
| 2011  | Independent Heroes          | 廉政英雄       | Biao Su/Zhang Guohao |
| 2011  | Father and Son              | 父與子         | Wang Dazhu           |
| 2012  | Feng Shui Family            | 風水世家       | Gao Shenhuang        |

## Récompenses
| Année | Film                        | Prix                                                        | Issue   |
| ----- | --------------------------- | ----------------------------------------------------------- | ------- |
| 1968  | Lonely Seventeen            | Asia-Pacific Film Festival du meilleur acteur               | Lauréat |
| 1975  | The Everlasting Glory       | Asia Pacific Film Festival du meilleur acteur               | Lauréat |
| 1979  | A Teacher of Great Soldiers | Golden Horse Award du meilleur acteur                       | Lauréat |
| 1981  | My Grandfather              | Prix du Festival international de Panama du meilleur acteur | Lauréat |
| 1999  | Cao Cao                     | Golden Horse Award du meilleur acteur                       | Lauréat |
| 2005  |                             | 100 artistes exceptionnels du cinéma chinois (1905-2004)    | Lauréat |